# Faint
«Faint» (укр. «слабкий») — другий сингл американського рок-гурту Linkin Park із їх другого альбому Meteora, випущений 9 червня 2003 року. Є сьомим треком на альбомі. Сингл увійшов до першої тридцятки на більшості чартах, на яких він з'явився, зокрема в Billboard Hot 100 він досяг 48 стічки. Пісня досягла першої стрічки в Alternative Songs, ставши третім треком гурту якому це вдалось.
На альбомі «Collision Course», зробленому спільно з Jay-Z, є мікс «Nigga What, Nigga Who (Originator 99)/Faint».

## Музичне відео
Режисер — Марк Романек. Відеокліп являє собою концерт, де аудиторія складається із фанатів групи. Все це освітлюється безліччю освітлюваних приладів, а самої групи видні тільки силуети, тому що зйомка відбувається з позиції сцени, неначе очима самих музикантів. Тільки під кінець відео можна бачити особи групи, коли камеру переміщують. При цьому можна побачити, що вони грають перед декораціями у вигляді занедбаного будинку з зображеннями графіті.

## Список композицій
Всі треки написані Linkin Park.
Частина 1
| #  | Назва                                       | Тривалість |
| -- | ------------------------------------------- | ---------- |
| 1. | «Faint»                                     | 2:43       |
| 2. | «Lying from You» (LP Underground Tour 2003) | 3:07       |
| 3. | «Somewhere I Belong» (відео)                |            |

Частина 2
| #  | Назва                               | Тривалість |
| -- | ----------------------------------- | ---------- |
| 1. | «Faint»                             | 2:43       |
| 2. | «One Step Closer» (Reanimated Live) | 3:43       |
| 3. | «Faint» (живе відео)                |            |

Maxi single
| #  | Назва                                       | Тривалість |
| -- | ------------------------------------------- | ---------- |
| 1. | «Faint»                                     | 2:43       |
| 2. | «Lying from You» (LP Underground Tour 2003) | 3:06       |
| 3. | «One Step Closer» (Reanimated Live)         | 3:41       |

10" vinyl picture disc
| #  | Назва                                       | Тривалість |
| -- | ------------------------------------------- | ---------- |
| 1. | «Faint»                                     | 2:43       |
| 2. | «Lying from You» (LP Underground Tour 2003) | 3:07       |

## Чарти
Сингл «Faint» був офіційно випущений в США на радіо 1 липня в 2003 році. А на наступному тижні він дебютував у Billboard Hot 100. «Faint» потрапив на 48 сходинку чарту на восьмому тижні й залишився до п'ятнадцятого.
«Faint» досяг тридцятого місця на канадському Singles Chart.
Пісня була видана в Австралії, Європі й Новій Зеландії — 22 липня 2003 року.
| Чарт (2003)                  | Позиція |
| ---------------------------- | ------- |
| Australia Singles Chart      | 25      |
| Austria Singles Chart        | 27      |
| Belgium Singles Chart        | 44      |
| Germany Singles Chart        | 40      |
| Ireland Singles Chart        | 26      |
| Netherlands Singles Chart    | 40      |
| Sweden Singles Chart         | 49      |
| Switzerland Singles Chart    | 32      |
| United Kingdom Singles Chart | 15      |
| Japanese Singles Chart       | 67      |
| Eurochart Hot 100 Singles    | 57      |
| U.S. Billboard Hot 100       | 20      |
| U.S. Modern Rock Tracks      | 1       |
| U.S. Mainstream Rock Tracks  | 2       |
| UK Singles Chart             | 15      |